# Péninsule de Käsmu
La péninsule de Käsmu, estonien : Käsmu poolsaar, est une péninsule située sur la côte du golfe de Finlande, à l'est de Tallinn en Estonie. 
La péninsule appartient à la commune de Vihula.

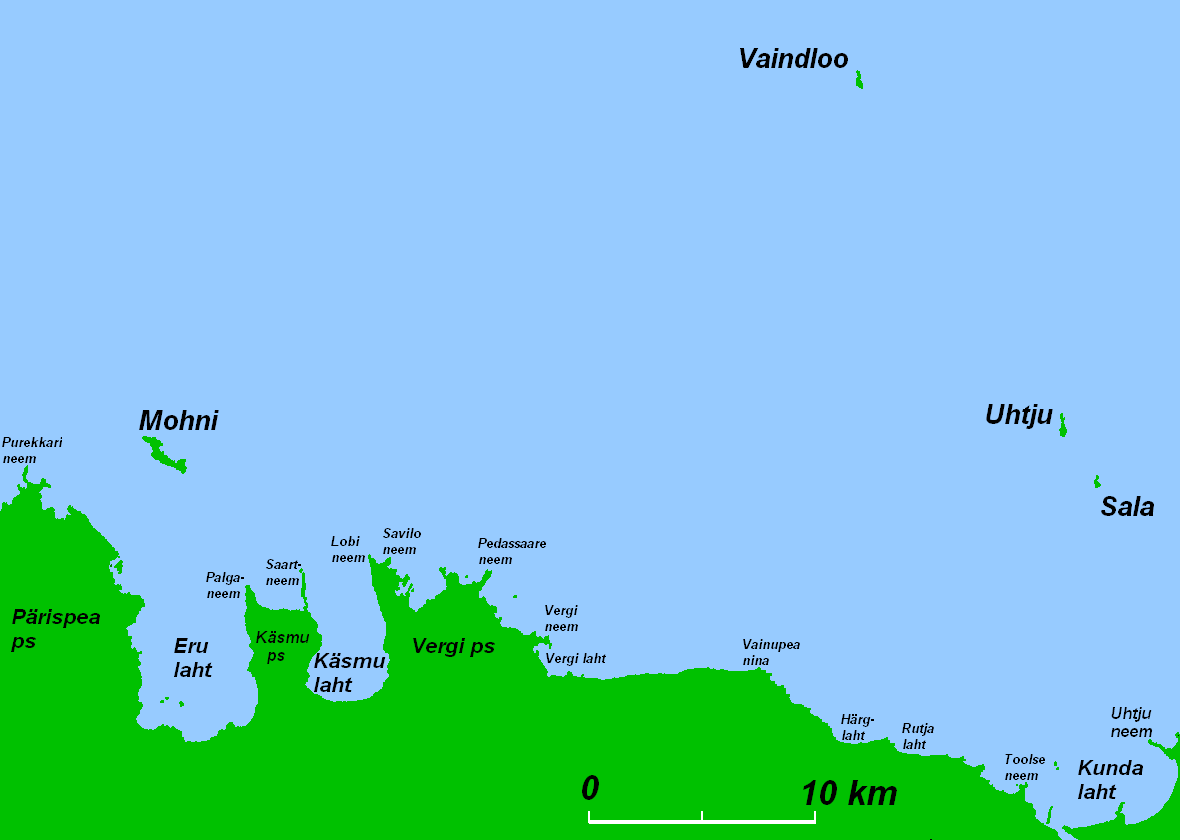
Carte d'une partie de la côte septentrionale de l'Estonie avec la péninsule de Käsmu (légendée Käsmu ps).

## Géographie
La péninsule est située entre la baie de Eru et la baie de Käsmu.
Elle a une superficie d'environ 10 km2, mesure 6 km de longueur, et a une largeur maximale de 3 km.